# 培松
培松（希臘語：Πείθων 或 Πίθων；前355年—前316年）出身西馬其頓的貴族，為亞歷山大大帝麾下將領，曾擔任亞歷山大親密的七位近身護衛官之一，也是繼業者。

## 生平
前335年，培松被任命为亚历山大的七护卫。
前323年，當亞歷山大大帝逝世後的巴比倫分封協議裡，原米底行省形勢重要且疆域過大，故把北方較小的部分阿特羅帕特尼至米底分割出去，並任命米底原總督阿特羅巴特斯為當地新總督，培松則為米底總督。
而亞歷山大逝世後，許多希臘老兵受命鎮守帝國東部各地，實在無法忍受東方的殖民生活，推舉菲隆為領導，起兵歸鄉。帝國攝政佩爾狄卡斯命令米底總督培松率領大軍平亂，但培松野心勃勃，準備爭取希臘人心以為日後己用。但佩爾狄卡斯對他已生疑心，特別命令他要處死所有叛亂的士兵。很快的培松戰勝了希臘叛軍，並使叛軍接受了他的招降，但馬其頓士兵一來還記得佩爾狄卡斯的命令，二來貪圖希臘老兵的戰利品，用標槍射殺了全部希臘老兵，並佔有了老兵們的財產，培松只好班師而歸。而佩爾狄卡斯更對培松不信任了。 
隨後第一次繼業者之戰爆發，培松跟隨帝國攝政佩爾狄卡斯攻打埃及的托勒密，當佩爾狄卡斯抵達尼羅河三角洲最東部的城市佩魯修姆，企圖渡過尼羅河遭到失敗。佩爾狄卡斯斯轉道三角洲頂部的孟菲斯，但部分部隊在渡河時又被河水沖走，部隊士氣低下，在佩爾狄卡斯的嚴厲懲處下，部隊被激怒而發生嘩變，培松與安提貞尼斯、塞琉古聯手殺害了佩爾狄卡斯，並與托勒密談和。之後，托勒密委任了培松及阿里達烏斯擔任帝國新攝政，卻遭到大部分繼業者強烈反對而作罷，並在特里帕拉迪蘇斯分封協議重新分配帝國權力。
前319年，當帝國攝政安提帕特死後，培松妄圖擴大自身勢力，入侵帕提亞，並任命其兄弟歐德摩斯為帕提亞新總督，這舉造成其他帝國東方總督聯合起來對付培松，甚至連另一位印度的健馱邏總督培松也率領希臘部隊加入聯合軍，迫使培松被逐出帕提亞。當歐邁尼斯成功勸說帝國東部總督們倒向波利伯孔和他這一邊，聯手在第二次繼業者之戰對抗安提柯時，培松此時加入安提柯陣營，在伽比埃奈戰役中，培松率領米底騎兵攻佔歐邁尼斯的大營，觸發日後歐邁尼斯的敗亡。
在第二次繼業者之戰後，培松在帝國東部勢力大增，更意圖擴大他的疆土，安提柯不希望出現新的競爭者，設法誘騙培松來到他的宮廷內，謀殺了培松。
| 培松 馬其頓阿吉德王朝攝政出生于：前355年逝世於：前316年 | 培松 馬其頓阿吉德王朝攝政出生于：前355年逝世於：前316年 | 培松 馬其頓阿吉德王朝攝政出生于：前355年逝世於：前316年 |
| ------------------------------------------------------- | ------------------------------------------------------- | ------------------------------------------------------- |
| 前任： 佩爾狄卡斯                                       | 前320年 與阿里達烏斯共職                                | 繼任： 安提帕特                                         |